# Succinea sanctaehelenae
Succinea sanctaehelenae es una especie de molusco gasterópodo de la familia Succineidae en el orden de los Stylommatophora.

## Distribución geográfica
Es  endémica de Santa Helena. 